# AFC Sudbury
AFC Sudbury is een Engelse semi-professionele voetbalclub uit Sudbury, Suffolk.

## Geschiedenis

### Sudbury Town
Sudbury Town werd in 1885 opgericht en was in hetzelfde jaar medeoprichter van de Suffolk voetbalbond. De hoogste competitie waarin de club ooit speelde was de Southern League waarin 3 seizoenen gespeeld werden in de Premier Division.
In 1989 werd de halve finale van de FA Vase verloren van Tamworth FC. In 1996/97 werd de 2de ronde van de FA Cup bereikt. De Suffolk Premier Cup werd 13 keer gewonnen.
Op 1 juni 1999 fusioneerde de club met Sudbury Wanderers om financiële redenen.

### Sudbury Wanderers
Sudbury Wanderers werd in 1958 opgericht en begon als amateurclub en klom langzaam omhoog in de Engelse voetbalpiramide. De club werd semi-professioneel en in de jaren 90 speelde het voor het eerst in dezelfde league als buur Sudbury Town in de Premier Division van de Eastern Counties League. Dit zorgde voor verwarring daar beide teams in dezelfde kleuren speelden omdat de eerste outfits van de club geschonken werden door Sudbury Town.
Op 1 juni 1999 fusioneerde de club om financiële redenen met Sudbury Town en werd zo AFC Sudbury. Het team speelt in het oude stadion van de Wanderers.

### AFC Sudbury
AFC Sudbury werd op 1 juni 1999 opgericht na een fusie van Sudbury Town (opgericht 1885) en Sudbury Wanderers (opgericht 1958).
De korte geschiedenis van de club is tot dusver vrij succesvol geweest. In het debuutjaar eindigde de club 3de in de Premier Division van de Eastern Counties League. De volgende 5 seizoenen werd de club kampioen maar maakte geen gebruik van promotie vanwege financiële problemen. In 2005/06 deed de club dat uiteindelijk wel na een 3de plaats en promoveerde naar de Isthmian League Division One North.
In 2000/01 werd de eerste ronde van de FA Cup gehaald waarin het verslagen werd door Darlington FC. In de FA Vase was de club ook succesvol. In 2001/02 werd de halve finale bereikt en de volgende 3 seizoenen werd de finale gehaald (een record), maar telkens was de tegenstander te sterk (Brigg Town, Winchester City en Didcot Town). In de Suffolk Premier Cup zegevierde de club wel al 3 keer (2001/02, 2002/03 en 2003/04). In 2005/06 werd de Ridgeons League Cup gewonnen.

## Erelijst
- Eastern Counties Football League Premier Division Kampioen: 5
  - 2000-01, 2001-02, 2002-03, 2003-04, 2004-05
- FA Vase Runners-up: 3
  - 2002-03, 2003-04, 2004-05
- Suffolk Premier Cup: 3
  - 2001-02, 2002-03, 2003-04
- Eastern Counties Football League: 1
  - 2005-06

## League geschiedenis
| Seizoen                                            | Divisie                                            | Plaats                                             | Opmerking                                          |
| Sloot zich aan bij Eastern Counties Premier League | Sloot zich aan bij Eastern Counties Premier League | Sloot zich aan bij Eastern Counties Premier League | Sloot zich aan bij Eastern Counties Premier League |
| -------------------------------------------------- | -------------------------------------------------- | -------------------------------------------------- | -------------------------------------------------- |
| 1999-2000                                          | Eastern Counties Premier League                    | 3                                                  | –                                                  |
| 2000-2001                                          | Eastern Counties Premier League                    | 1                                                  | Kampioen                                           |
| Weigerde te promoveren door financiële beperkingen |                                                    |                                                    |                                                    |
| 2001-2002                                          | Eastern Counties Premier League                    | 1                                                  | Kampioen                                           |
| Weigerde te promoveren door financiële beperkingen |                                                    |                                                    |                                                    |
| 2002-2003                                          | Eastern Counties Premier League                    | 1                                                  | Kampioen                                           |
| Weigerde te promoveren door financiële beperkingen |                                                    |                                                    |                                                    |
| 2003-2004                                          | Eastern Counties Premier League                    | 1                                                  | Kampioen                                           |
| Weigerde te promoveren door financiële beperkingen |                                                    |                                                    |                                                    |
| 2004-2005                                          | Eastern Counties Premier League                    | 1                                                  | Kampioen                                           |
| Weigerde te promoveren door financiële beperkingen |                                                    |                                                    |                                                    |
| 2005-2006                                          | Eastern Counties Premier League                    | 3                                                  | Promotie                                           |
| 2006-2007                                          | Isthmian Division One - North                      |                                                    |                                                    |